# 小行星7889
小行星7889（英語：7889）是一颗围绕太阳公转的小行星。1994年6月15日，太空监视在基特峰发现了此天体。
这颗小行星的绝对星等为349.1337115427115等。